# 프리드리히스펠데역
프리드리히스펠데역(U-Bahnhof Friedrichsfelde)은 베를린 리히텐베르크구 프리드리히스펠데에 있는 U5의 역이다. 역 남쪽으로 프리드리히스펠데 기지가 있다.

## 역사
1920년대 말 베를린 동부 지역으로의 지하철 건설 계획 당시 포함되었다. 알렉산더플라츠역에서 프랑크푸르터 알레(Frankfurter Allee) 대로를 따라서 리히텐베르크역으로 노선이 진행되고, 그 후 프린첸알레(Prinzenallee, 오늘날의 아인베커 슈트라세(Einbecker Straße)) 방면으로 회전하여 프리드리히스펠데 지역의 중심으로 이어진다. 지하철 노선은 역사에서 남서쪽으로 이어져서, 2선은 터널의 인상선으로 이어지고 나머지 2선은 터널 외부로 이어진다. 건설 당시 나대지였던 곳에 이 노선의 차량 기지가 건설되었다.
1930년 12월 21일에 개통된 역은 베버비제역(당시 명칭 메멜러 슈트라세역)의 건축 양식을 거의 그대로 따른다. 알프레드 그레난데르가 설계했으며, 단순함을 중점에 둔 근대 건축 양식으로 설계했다. E선 역사는 역마다 다른 주 색상을 사용했으며, 이 역의 주 색상은 밝은 파란색이다. 건설 당시에는 역 일대가 미개발지였기 때문에 중간층 없이 승강장에서 곧바로 지상으로 이어지도록 출구가 개설되어 있다. 승강장 길이는 120 m, 너비는 8 m이다.
제2차 세계 대전 중이었던 1945년 2월 26일에는 연합군에 의한 베를린 폭격에 의해서 역이 파괴되었다. 당시 이 구간 열차 운행이 정지되었기 때문에 부상자 수는 적었다. 종전 이후인 6월 13일부터 프리드리히스펠데-프랑크푸르터 알레 구간 단선 운행이 복구되었고, 6월 26일에는 알렉산더플라츠역까지 단선 운행, 1946년 2월 1일부터는 전 구간 복선 운행이 정상화되었다.
1955년 프리드리히스펠데성 정원에 티어파크 베를린이 개장했으며, 비록 이 역은 동물원과 약 1 km 떨어져 있었으나 가장 가까운 지하철역이었다. 당시 동물원장 하인리히 다테(Heinrich Dathe)의 지시에 의해서 1958년에는 티어파르크(Tierpark)라는 부역명이 추가되었다. 티어파크 베를린 앞을 지나게 될 E선의 연장 구간이 1969년에 착공하면서, 1970년에 부역명이 삭제되었다.
2004년 개보수공사 당시에는 밝은 파란색 소형 타일이 어두운 파란색 에나멜 패널로 대체되었으며, 역명은 밝은 파란색 에나멜 패널 위에 적혀 있다. 승강장 바닥은 아스팔트 포장에서 화강암으로 변경되었다. 2010년 6월 9일 남쪽 출입구 방면으로 엘리베이터가 운영을 시작했고 설치 비용은 약 35만 유로였다.

## 인접 철도역
베를린 버스 194, 296, 396, N5번과 환승할 수 있다.
| 베를린 지하철 5호선      | 베를린 지하철 5호선 | 베를린 지하철 5호선  |
| ------------------------ | ------------------- | -------------------- |
| 리히텐베르크 중앙역 방면 | U5                  | 티어파르크 회노 방면 |

## 참고 문헌
- Peter Bock (Hrsg.): U5 Zwischen Alex und Hönow. Geschichte(n) aus dem Untergrund. GVE e. V., Berlin 2003, ISBN 3-89218-079-2.